# Anand Modak
Anand Modak (Marathi: आनंद मोडक) (13 de mayo de 1951 - 23 de mayo de 2014) fue un aclamado compositor, cantante y director de música en el cine y el teatro Marathi, conocido por su estilo experimental. Él contribuyó en películas notables que incluyenLapandav (1993), Chaukat Raja (1991), Tu Tithe Mee (1998), Naatigoti (2006), Harishchandrachi Factory (2009), Samaantar (2009), y Dambis (2011). En el teatro, sus composiciones notables eran para Mahanirvan, Mahapoor, Kheliya, Raigadala Jeva Jag Yete, Begum Barve, Chaukatcha Raja, y Mukta.

## Primeros años
Nació en Akola, donde completó su educación primaria de la Sociedad de Educación Akola, en Akola y también tomó clases de primeros en la música. Su madre era una cantante, y más tarde llegó a Pune para tomar nuevas lecciones de música. Se graduó de la SP College (Universidad de Pune) en Pune.

## Carrera
En Pune, Modak entró en contacto con los directores de teatro como Jabbar Patel y Satish Alekar, que estaban dirigiendo teatro experimental. Comenzó su carrera musical en 1972, ayudando a Bhaskar Chandavarkar, el compositor para la obra Ghashiram Kotwal de Vijay Tendulkar, dirigida por Jabbar Patel en Pune. Más tarde comenzó a componer de manera independiente en 1974, con la aclamada obra Marathi de Satish Alekar, Mahanirvan para el Teatro de la Academia, de Pune, una organización fundada por el teatro Alekar en 1973.
Murió en Pune tras un ataque al corazón, a la edad de 63. Le sobreviven su esposa y dos hijas.

## Filmografía selecta

### Filmes
| Año  | Título                                    | Lenguaje |
| ---- | ----------------------------------------- | -------- |
| 1979 | 22 June 1897                              | Marathi  |
| 1990 | Disha                                     | Marathi  |
| 1991 | Chaukat Raja                              | Marathi  |
| 1993 | Lapandav                                  | Marathi  |
| 1995 | Aai                                       | Marathi  |
| 1998 | Tu Tithe Mee                              | Marathi  |
| 2000 | Zindagi Zindabad                          | Marathi  |
| 2006 | Naatigothi                                | Marathi  |
| 2006 | Divasen Divas                             | Marathi  |
| 2007 | Dohaa                                     | Marathi  |
| 2009 | Harishchandrachi Factory                  | Marathi  |
| 2009 | Samaantar                                 | Marathi  |
| 2010 | Umang                                     | Marathi  |
| 2011 | Dambis                                    | Marathi  |
| 2012 | Masala                                    | Marathi  |
| 2014 | Yashwantrao Chavan - Bakhar Eka Vadalachi | Marathi  |